# Un souvenir nommé empire
Un souvenir nommé empire (titre original : A Memory Called Empire) est un roman de science-fiction écrit par Arkady Martine, paru en 2019 puis traduit en français et publié en 2021. L'ouvrage a obtenu le prix Hugo du meilleur roman 2020 ainsi que le prix Compton-Crook 2020. Il est le premier roman de la série Teixcalaan.

## Résumé
Yskandr, l'ambassadeur de Lsel en poste dans la capitale de l'Empire teixcalaanli, est mort. Sa remplaçante, la jeune Mahit Dzmare, part avec un handicap : la puce mémorielle censée lui fournir tous les souvenirs de son prédécesseur est défectueuse, la laissant démunie face à une société complexe dont elle a du mal à appréhender les codes. Elle peut cependant compter sur l'aide de Trois Posidonie, sa chargée de liaison pleine de ressources, pour la guider parmi les intrigues et les chausse-trappes de la politique teixcalaanlie.
Mais plusieurs questions demeurent : qui a tué Yskandr, et pourquoi ? Risque-t-elle de subir le même sort ?

## Éditions
- A Memory Called Empire, Tor Books, 26 mars 2019, 459 p.  (ISBN 978-1-250-18643-0)
- Un souvenir nommé empire, J'ai lu, coll. « Nouveaux Millénaires », 3 mars 2021, trad. Gilles Goullet, 416 p.  (ISBN 978-2-290-23629-1)
- Un souvenir nommé empire, J'ai lu, coll. « Science-fiction » no 13457, 6 avril 2022, trad. Gilles Goullet, 480 p.  (ISBN 978-2-290-37368-2)